# Torre Spasskaya
La Torre Spásskaya (en ruso: Спа́сская башня, literalmente «Torre del Salvador») es la torre principal del muro este del Kremlin de Moscú, situada junto a la Plaza Roja.

## Historia
La Torre Spásskaya fue construida en 1491 durante el reinado de Iván III de Rusia por el arquitecto italiano Pietro Antonio Solari. Inicialmente, se llamó Torre Frólovskaya en honor a la Iglesia de Frolo y Lauro del Kremlin. El nombre actual de la torre procede del icono de Spas Nerukotvorny (Mandylion o «El Salvador No Hecho Por Mano Humana»), que fue colocado encima de la puerta de la torre, en el muro interior, en 1658 (fue retirado en 1917) y del icono de Spas Smolenski («Salvador de Smolensk»), pintado en el muro exterior de la torre en el siglo XVI (fue enyesado en 1937 y restaurado en 2010).
La Torre Spásskaya fue la primera torre de las muchas torres del Kremlin del Moscú que fueron coronadas con un chapitel entre 1624 y 1625 por los arquitectos Bazhén Ogurtsov y Christopher Galloway. Según varios documentos históricos, el reloj de la Torre Spásskaya se colocó entre 1491 y 1585. Es denominado usualmente Reloj del Kremlin y designa la hora de Moscú oficial. La cara del reloj tiene un diámetro de seis metros.
La puerta de la torre era antiguamente la entrada principal del Kremlin. En la época de los zares, cualquiera que pasara por la puerta tenía que quitarse su sombrero y desmontar sus caballos en señal de respeto. Solo podían pasar por la puerta los jefes de Estado y los altos cargos del Politburó o el gobierno.
Sobre las puertas de la torre había la siguiente inscripción: IOANNES VASILII DEI GRATIA MAGNUS DUX VOLODIMERIAE, MOSCOVIAE, NOVOGARDIAE, TFERIAE, PLESCOVIAE, VETICIAE, ONGARIAE, PERMIAE, BUOLGARIAE ET ALIAS TOTIUSQ(UE) RAXIE D(OMI)NUS, A(N)NO 30 IMPERII SUI HAS TURRES CO(N)DERE F(ECIT) ET STATUIT PETRUS ANTONIUS SOLARIUS MEDIOLANENSIS A(N)NO N(ATIVIT) A(TIS) D(OM)INI 1491 K(ALENDIS) M(ARTIIS) I(USSIT) P(ONERE).

## Unión Soviética y actualidad
Tras la creación de la Unión Soviética, en 1935 el gobierno soviético instaló una estrella roja en lugar del águila imperial que había en la cima de la Torre Spásskaya. La altura de la torre es de 71 metros incluida la estrella. La tradición de desmontar el caballo y quitarse el sombrero terminó durante la época soviética. Los coches se acercaban a la puerta por la calle que pasa junto a los grandes almacenes GUM. Todo el resto del tráfico se desvió por la Puerta Borovítskaya. La Puerta Spásskaya suponía un problema tras la disolución de la Unión Soviética: en la nueva economía capitalista y de mercado, el paso de vehículos interrumpía el flujo de peatones al GUM y otros centros comerciales, pese a que realmente solo unos pocos vehículos pasaran por la puerta cada día. En 1999, se decidió cerrar la puerta a todo el tráfico. No obstante, la puerta se sigue usando ocasionalmente cuando se deben hacer reparaciones a la Puerta Borovítskaya. Además, actualmente la puerta se abre para recibir a las caravanas presidenciales en el día de investidura, para los desfiles de la victoria y para recibir el árbol de Año Nuevo. En agosto de 2010, se descubrió y restauró el icono del Salvador de Smolensk, situado encima de la puerta.

## Galería de imágenes

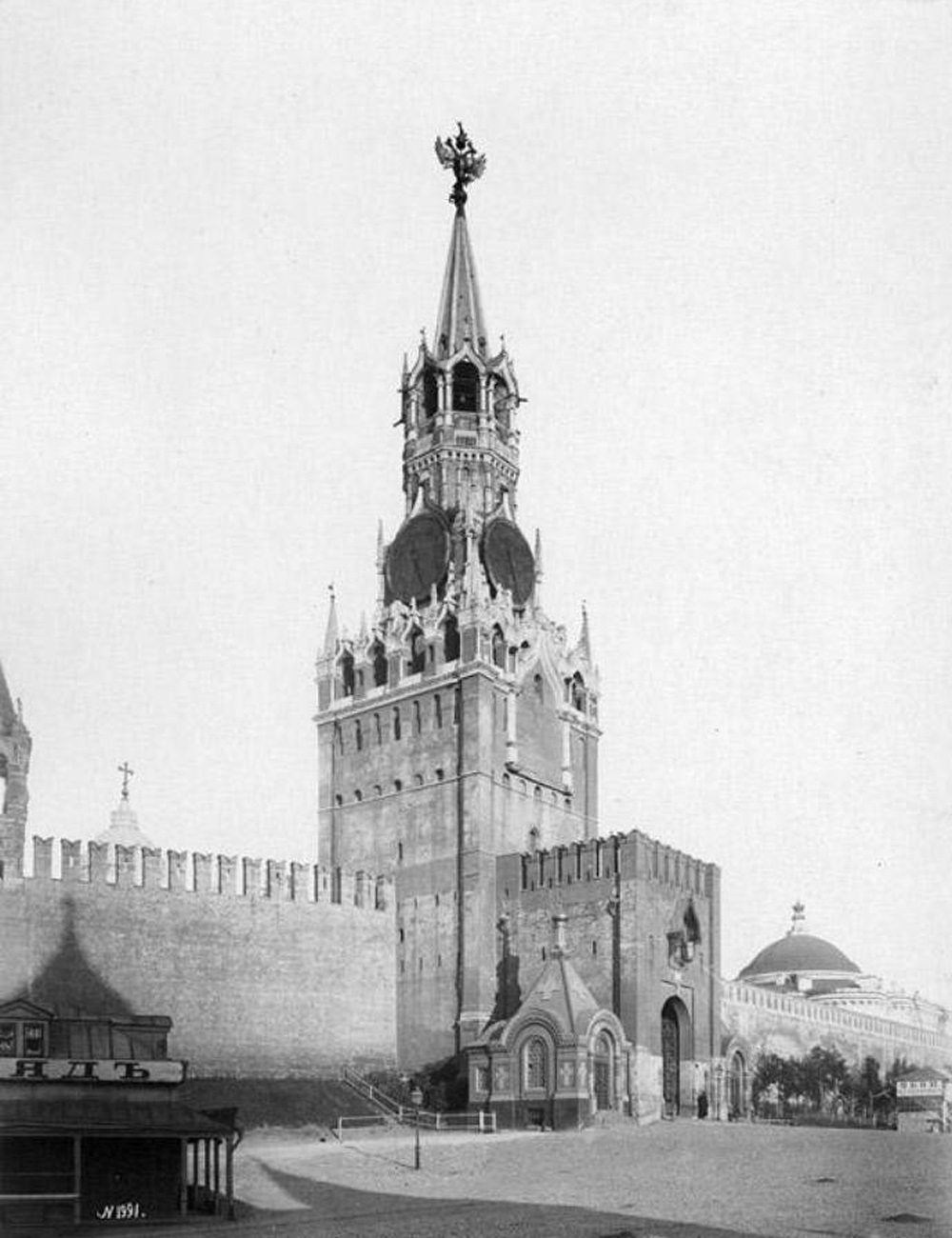
La Torre Spásskaya en 1880.
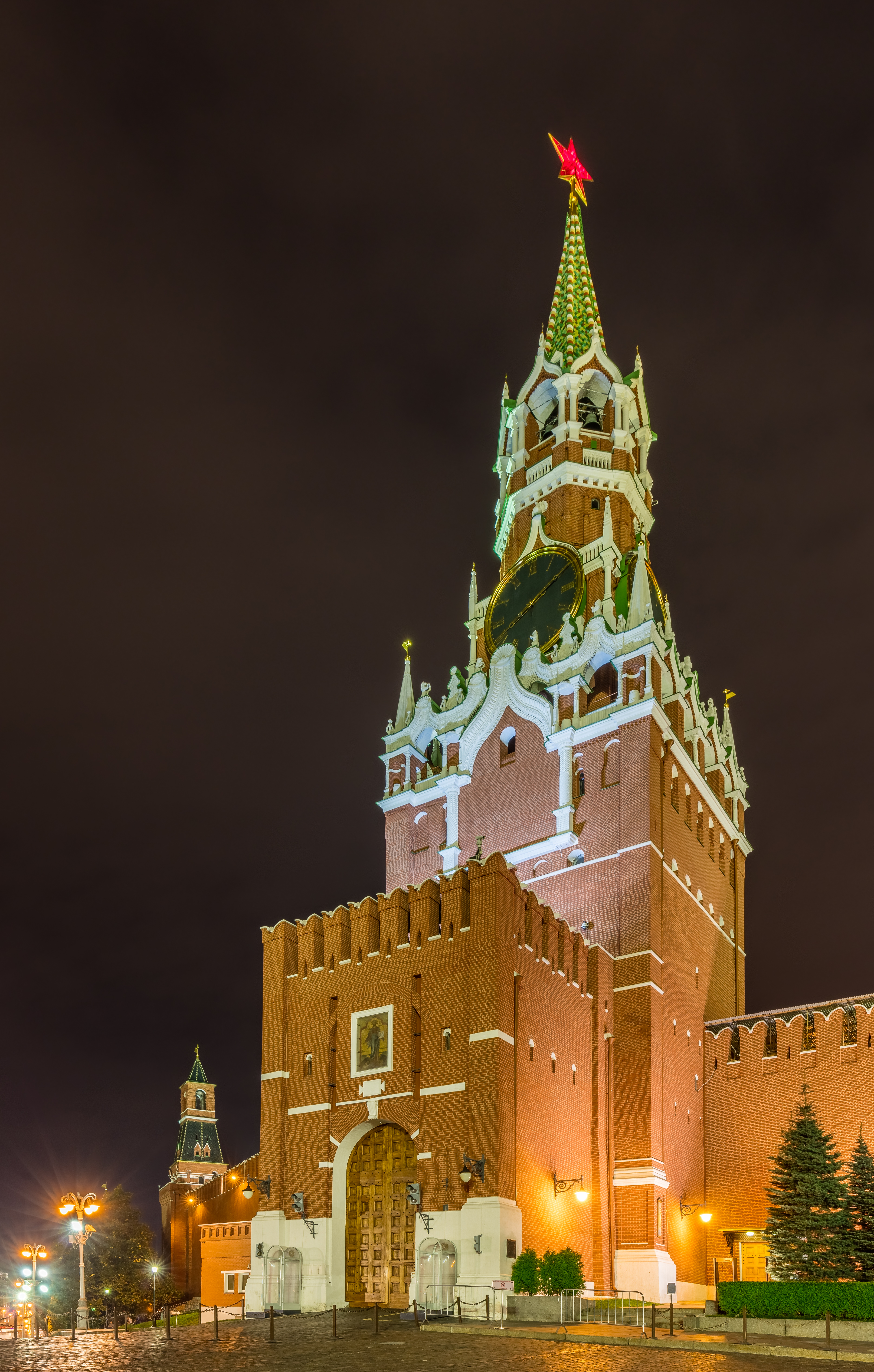
La Torre Spásskaya por la noche.
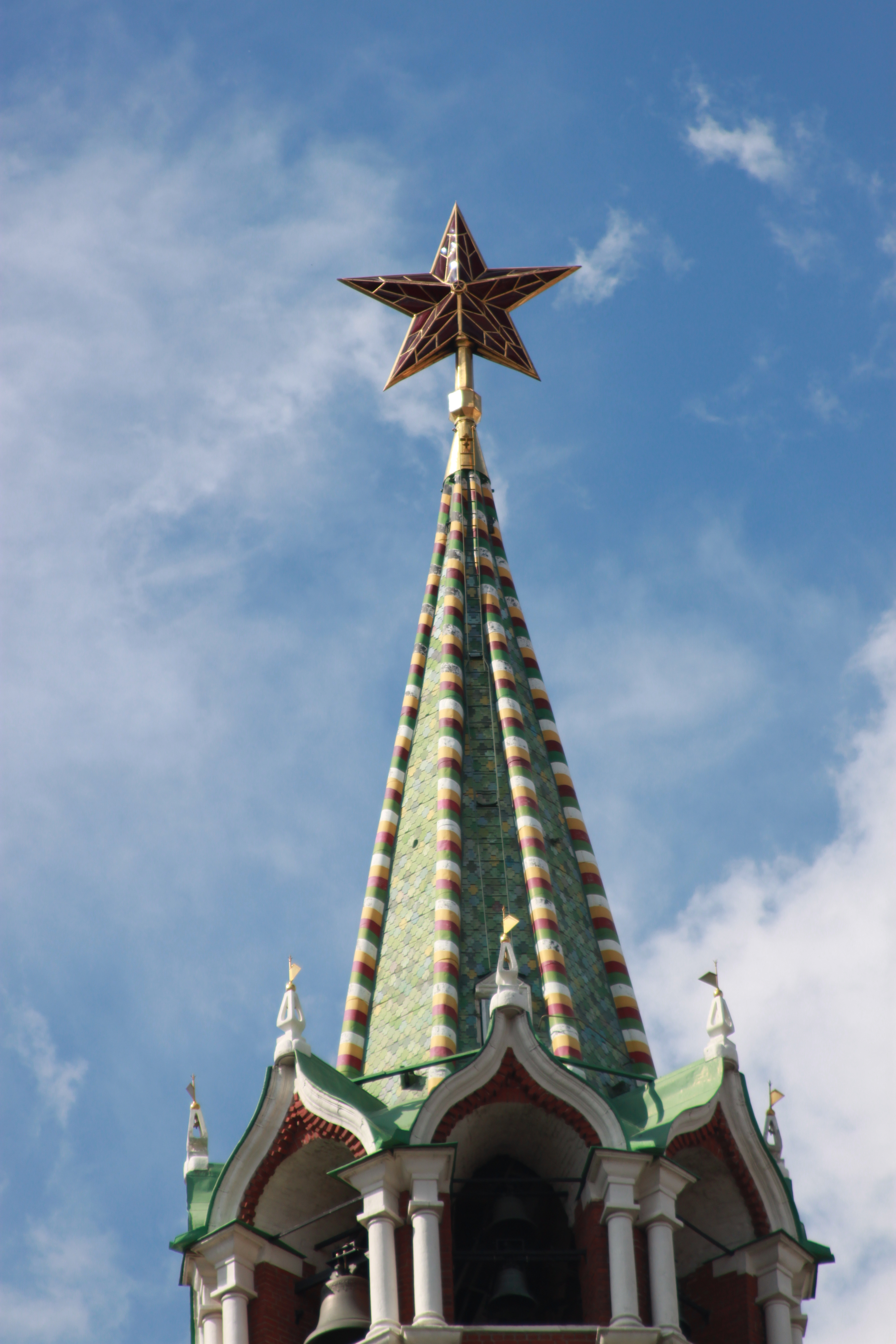
Una estrella del Kremlin en la Torre Spásskaya.
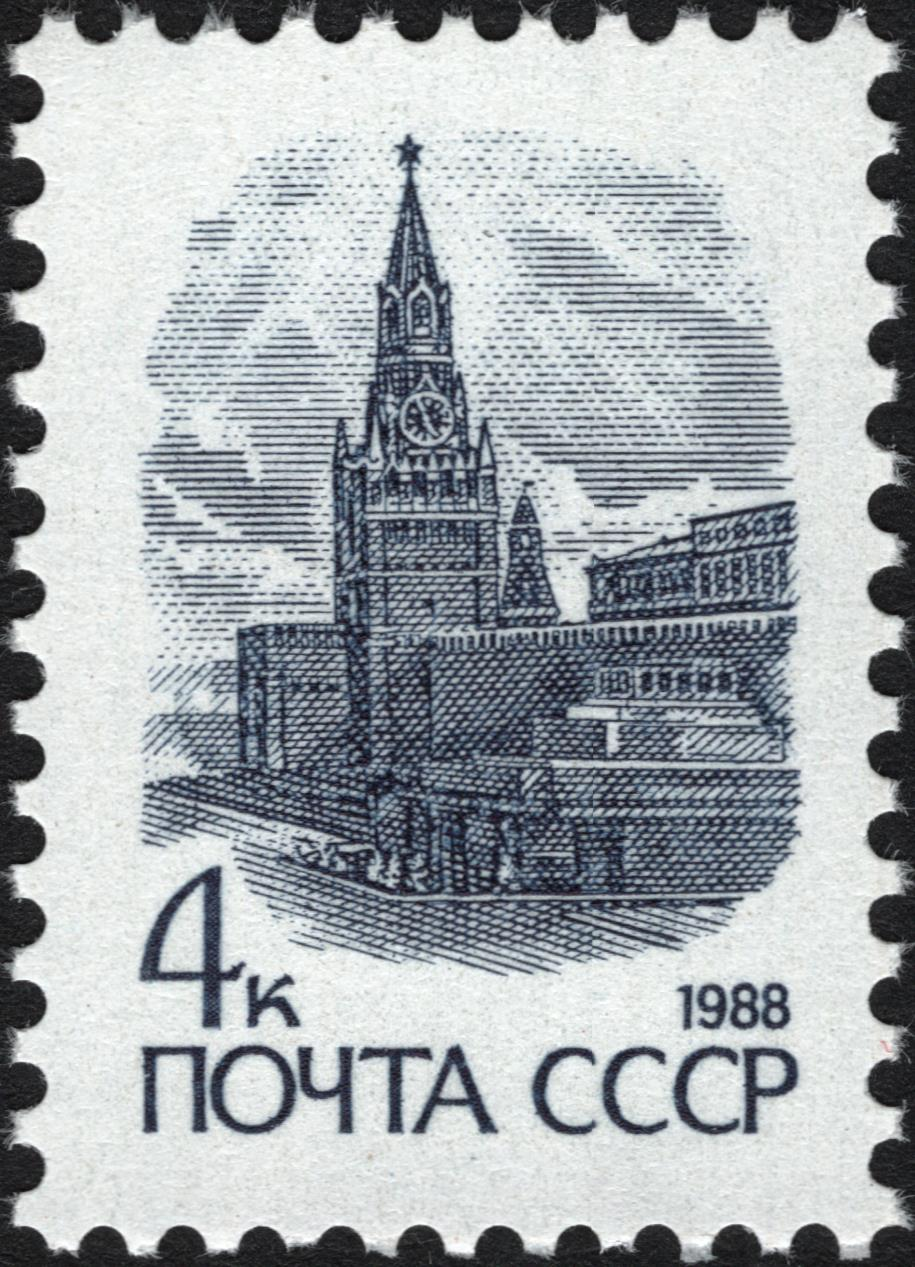
Un sello soviético con la torre.
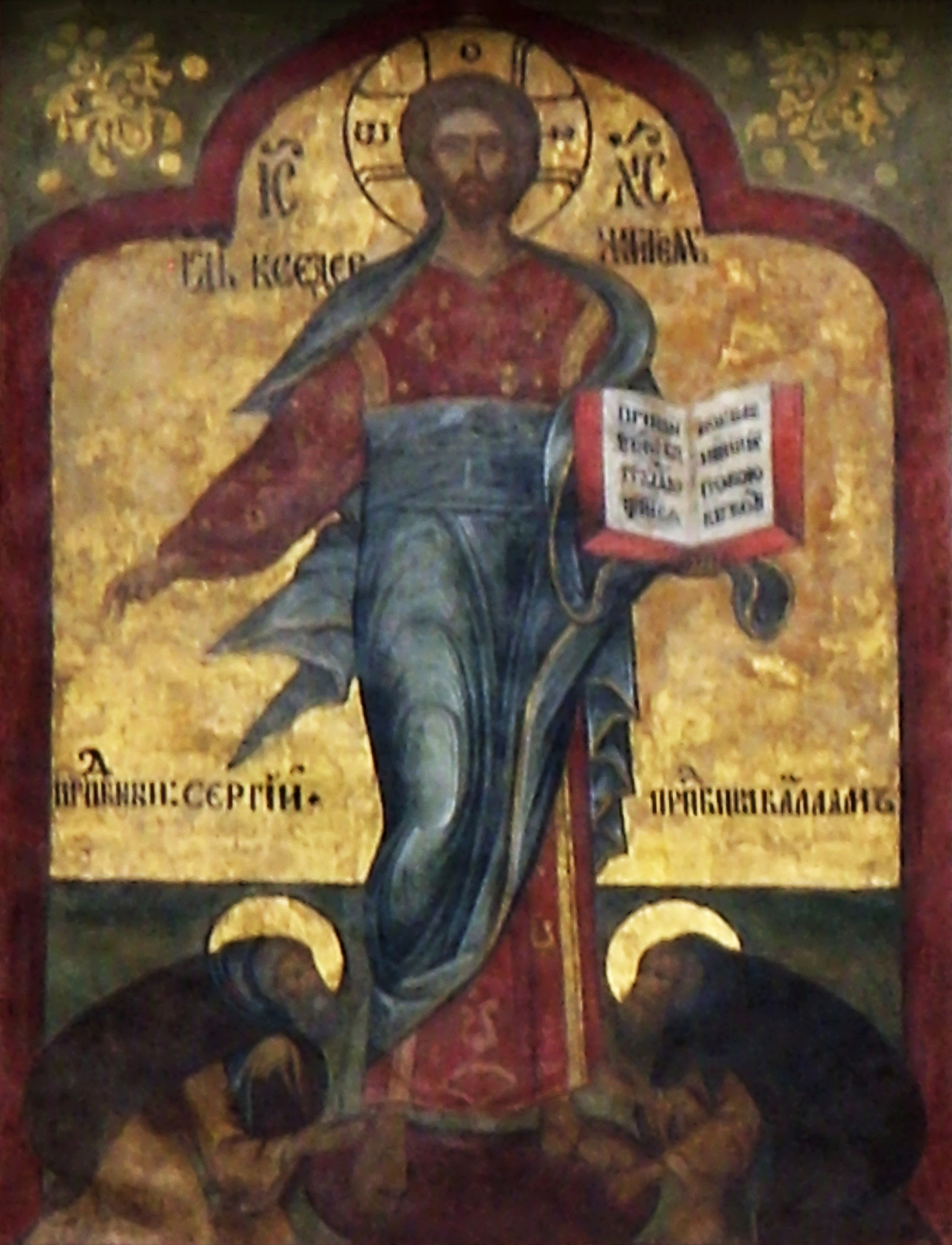
Spas Smolenski.
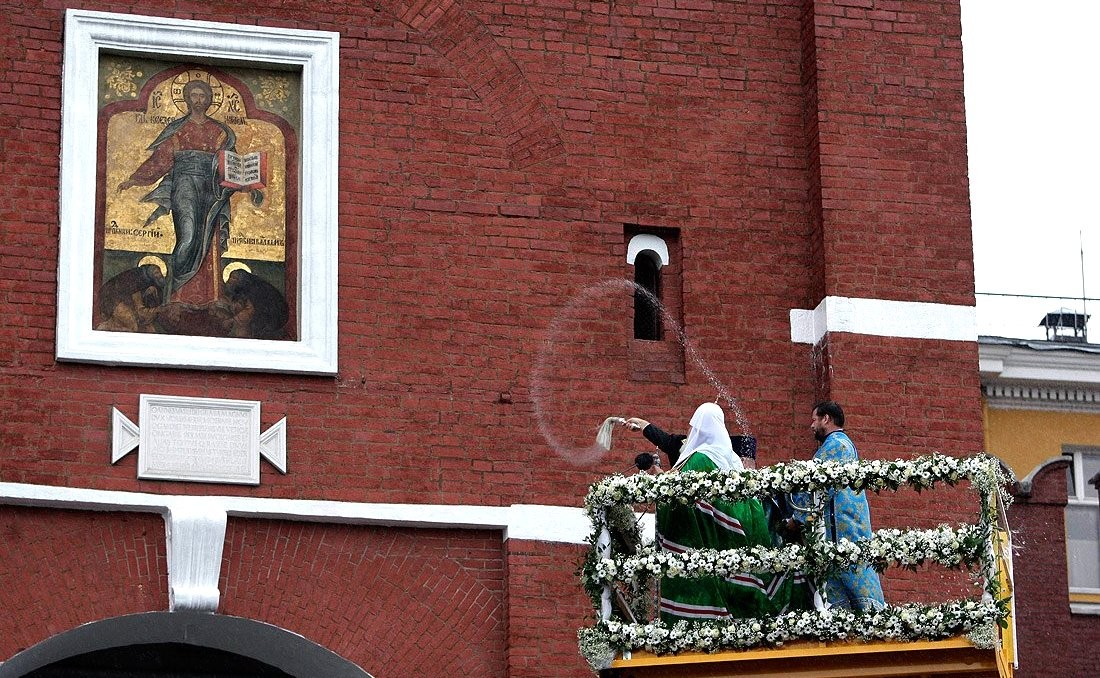
Ceremonia de santificación del icono en agosto de 2010.
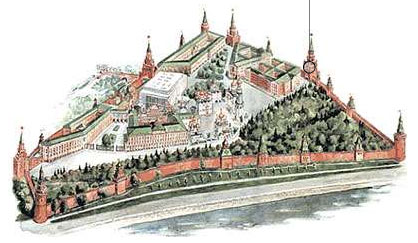
Localización de la torre en el Kremlin, marcada con un círculo.
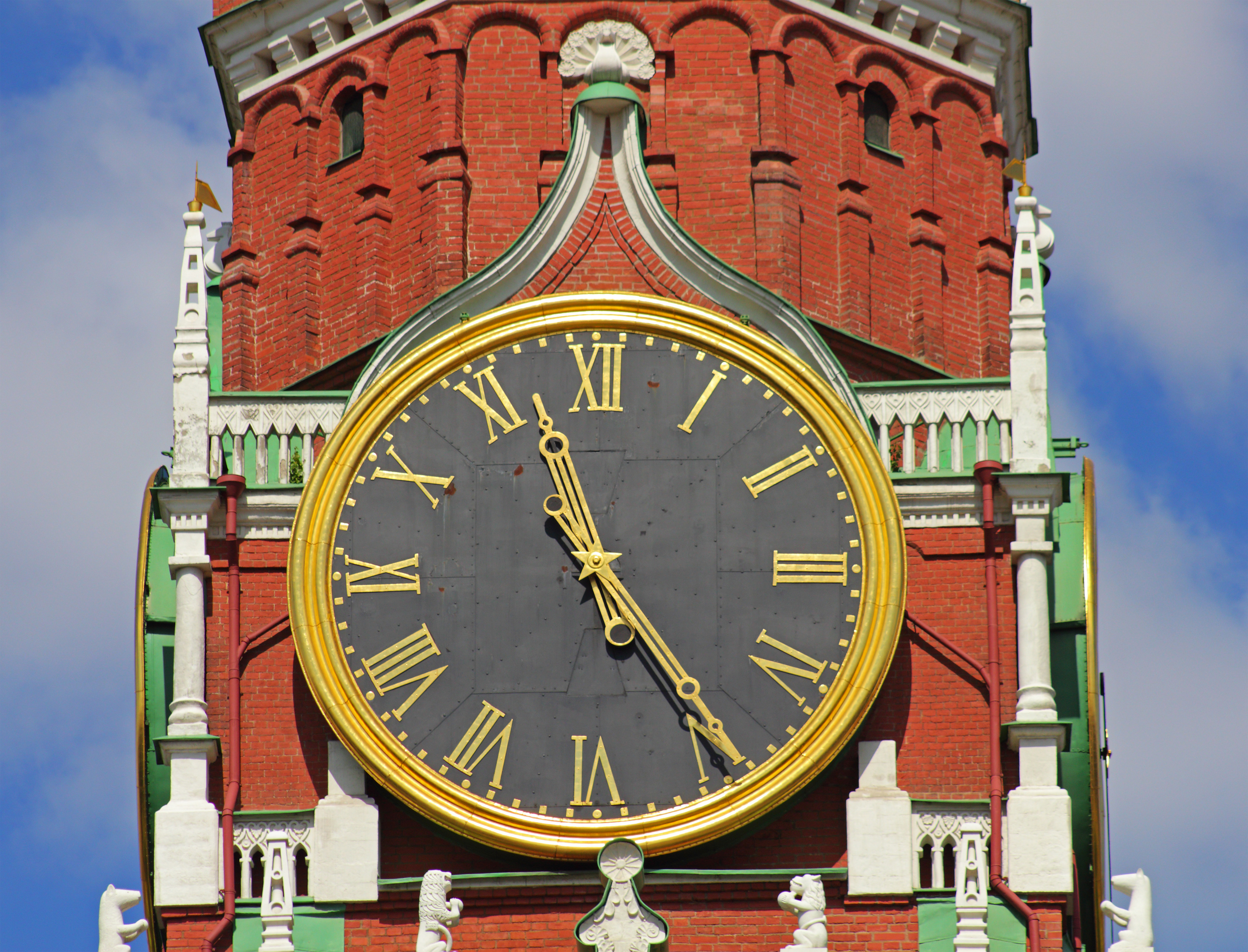
El Reloj del Kremlin.